# Maryland State Route 290
Die Maryland State Route 290 (kurz MD 290) ist eine State Route im US-Bundesstaat Maryland, die in Nord-Süd-Richtung verläuft.
Die State Route beginnt an der Maryland State Route 300 in Dudley Corners und endet nach 28 Kilometern in Sassafras an der Maryland State Route 299.

## Verlauf
Nach der Abzweigung von der State Route 300 nördlich der Dudley’s Chapel verläuft die MD 290 in Richtung Norden und unterquert in der Dudley Corners Road die Trasse des U.S. Highways 301. Am Crumpton Cemetery südlich der Ortschaft Crumpton trifft die Straße auf die Maryland State Route 544. Nach Passieren des Ortes überquert die MD 290 den Chester River und nutzt für eine Strecke von etwa einem Kilometer die Trasse der Maryland State Route 291 in Richtung Osten, bevor sie in Richtung Chesterville abzweigt.
An der Kreuzung mit der State Route 444 befindet sich das historische Chesterville Brick House. Südlich des Ortes Galena nutzt die MD 290 gemeinsam mit der State Route 313 für etwa zwei Kilometer eine Trasse, verlässt den Ort aber nach der Kreuzung mit der Maryland State Route 213 wieder ostwärts in Richtung Sassafras. Etwa einem Kilometer nach der erneuten Unterquerung des U.S. Highways 301 endet die Straße nach insgesamt 28 Kilometern an der Maryland State Route 299 südlich von Sassafras.